# South Dakota School of Mines and Technology
La South Dakota School of Mines and Technology (couramment appelée SD Mines, South Dakota Tech ou SDSM&T) est une université américaine fondée en 1885 et située à Rapid City dans l'État du Dakota du Sud.

## Étudiants notables
- James Abourezk, ancien représentant américain et sénateur américain du Dakota du Sud, et premier arabo-américain à siéger au Sénat américain.
- Tony Jensen, président et directeur général de Royal Gold[1].
- Al Kurtenbach, fondateur de Daktronics.
- Walter Dale Miller, 34e lieutenant-gouverneur du Dakota du Sud et 29e gouverneur du Dakota du Sud[2].
- Anne-Grete Strøm-Erichsen, ancienne ministre norvégienne de la Défense et de la Santé et des Services qui a aussi été maire de Bergen.